# Eparchia bracka
Eparchia bracka – jedna z eparchii Rosyjskiego Kościoła Prawosławnego, z siedzibą w Bracku. Należy do metropolii irkuckiej.
Erygowana przez Święty Synod Rosyjskiego Kościoła Prawosławnego 5 października 2011 poprzez wydzielenie z eparchii irkuckiej i angarskiej. Obejmuje terytorium części rejonów obwodu irkuckiego. Jej pierwszym ordynariuszem został 18 grudnia 2011 biskup Maksymilian (Klujew).
W 2013 w skład eparchii wchodziło 7 dekanatów, grupujących 74 parafie. W tym czasie w eparchii pracowało 46 duchownych (prezbiterów i diakonów).

## Biskupi braccy
- Maksymilian (Klujew), 2011-2019[3]
- Konstantyn (Manujłow), od 2022[4]

## Dekanaty
- bracki I
- bracki II
- kazaczyńsko-leński
- niżnieilimski
- północny
- ust-ilimski
- ust-kucki